# Lucky Millinder
Lucky Millinder, geboren als Lucius Venable Millinder (Anniston, 8 augustus 1900 - New York, 28 september 1966), was een Amerikaanse rhythm-and-blues en swing-orkestleider en zanger.

## Biografie
Lucky Millinder groeide op in Chicago en werkte eind jaren 1920 als danser, zanger en orkestleider. Hij kon noch noten lezen noch een instrument bespelen, maar desondanks was hij met zijn muziek succesvol.
In juni 1930 toerde hij met een band door Europa, waartoe ook de zanger Freddy Taylor behoorde, met optredens in Monte Carlo en Parijs en in oktober 1933 kwam hij pas naar New York terug. Na zijn terugkeer werd hij eind 1933 leider van de Mills Blue Rhythm Band, waarbij hij bleef tot 1938. In december 1933 maakte Millinder zijn eerste opnamen Drop Me Off In Harlem en Love Is The Thing met de Mills Blue Rhythm Band. In januari 1936 bracht de band de single Broken Dreams of You / Yes! Yes! uit onder zijn leiding en in juli 1937 volgde The Image of You / Lucky Swing. Reeds vanaf december 1934 componeerde Millinder ook nummers voor de band, waaronder de hit Ride Red Ride en St. Louis Wiggle Rhythm (mei 1936).
Vanaf 1938 nam hij de band over van Bill Doggett, omdat deze tijdelijk berooid was en hij zijn bandleden niet meer kon betalen. Later echter kwam Doggett er financieel weer bovenop en leverde grote hits af.
In september 1940 stelde Millinder zijn eigen band samen met Buster Bailey (klarinet), Bill Doggett (piano), Panama Francis (drums). Later speelden ook Sir Charles Thompson, Eddie Lockjaw Davis (beide saxofoon) en de trompettist Frank Humphries mee. Als zangers werden Sister Rosetta Tharpe, Wynonie Harris en Big John Greer ingezet. Hij scoorde zijn eerste hit met Big Fat Mama (met zanger Trevor Bacon). Zijn vroege hitsucces When The Lights Go On Again / That's All plaatste zich direct op de nummer 1-positie van de r&b-hitlijst. Ook Apollo Jump en Sweet Slumber (#6) roken aan de toppositie. Vanaf 1944 contracteerde hij als zanger Wynonie Harris, die bij Millinders grootste hit Who Threw The Wiskey in the Well? de zang bijstuurde. Nu was Millinders band met vier opeenvolgende top-klasseringen in de hitlijst een van de meest succesvolle vertolkers van Decca Records.
Bij King Records was hij al als componist samen met Henry Glover voor de dag gekomen bij Love Me Tonight voor Bull Moose Jackson, opgenomen op 5 januari 1949, en verdere opnamen. De officiële wissel naar King Records vond plaats in juli 1950. Hier bood hij ook hulp aan andere bands, zoals bij Bull Moose Jacksons Big Fat Mamas Are Back In Style Again, dat op 5 mei 1951 ontstond. King Records bracht in elk geval zeven singles uit, totdat eindelijk met Bongo Boogie / I'm Waiting Just for You (#2) Millinder zich weer kon plaatsen in de r&b-hitlijst. Bij BMI staan in totaal 49 composities geregistreerd, waarvan drie een BMI-Award kregen.
In 1952 werd zijn band ontbonden. In latere jaren redde hij zich als verkoper en diskjockey. Millinder rekruteerde voor zijn orkest getalenteerd personeel, waarvan later veel solovertolkers carrière zouden maken. Hij was een voortreffelijk organisator, ontwikkelde een gehoor voor ingewikkelde sounds en beheerste de diepgang van de muziekbusiness.

## Overlijden
Lucky Millinder overleed in september 1966 op 66-jarige leeftijd.

## Discografie

### Singles
US Black
- 1935: Truckin'
- 1936: Barrelhouse
- 1937: The Image of You
- 1941: Big Fat Mama
- 1942: Shout, Sister, Shout!
- 1942: I Want a Tall, Skinny Mama
- 1942: When the Light Go On Again (All Over the World)
- 1942: Are You Ready?
- 1944: Sweet Slumber
- 1945: Who Threw the Whiskey in the Well?
- 1951: I'm Waiting Just for You

Decca Records
- 1941: Big Fat Mama / Trouble in Mind
- 1942: Ride, Red, Ride / Hey Huss!
- 1941: Trouble In Mind / Ride, Red Ride
- 1941: I Want A Tall Skinny Papa / Shout, Sister Shout
- 1941: When The Lights go on again / That's All
- 1941: Savoy / Rock Me
- 1941: Are You Ready? / Apollo Jump
- 1943: Don't Cry Baby / Sweet Slumber
- 1944: Hurry, Hurry / I Can't See For Lookin'
- 1943: Who Threw The Wiskey In The Well / Shipyard Social Function
- 1945: Darlin'  / All The Time
- 1946: There's Good Blues Tonight / Chitlin Time
- 1945: Shorty's Got To Go / Some Day

RCA Victor
- 1949: D'Natural Blues / Girl Don't Cry
- 1949: Moanin' The Blues / How Would You Know?
- 1949: I Ain't Got Nothin' To Lose / Tomorrow
- 1951: I'll Never Be Free / Journey's End

King Records
- 1950: My Little Baby / Let It Roll Again
- 1950: Clap Your Hands / Who Said Shorty Wasn't Coming Back
- 1950: Silent George / Oh, Babe
- 1950: Teardrops from My Eyes / Please Open Your Heart
- 1951: The Jumpin' Jack / Mister Trumpet Man
- 1951: Chew Tobacco Rag / Georgia Rose
- 1951: Bongo Boogie / I'm Waiting Just For You
- 1951: The Grape Vine / No One Else Could Be
- 1951: It's Been A Long Long Time / The Right Kind Of Lovin'

- Biblioteca Nacional de España: XX911953
- Bibliothèque nationale de France: cb13897533v (data)
- Gemeinsame Normdatei: 13463179X
- International Standard Name Identifier: 0000 0000 5954 0395
- Library of Congress Control Number: n81048028
- MusicBrainz: 108e3471-2cd5-4a88-939e-0bedf463dfa7
- Nationale Bibliotheek van Tsjechië: ola2002159320
- Nationale Bibliotheek van Israël: 987007342214705171
- Nationale Bibliotheek van Polen: a0000003512086
- Istituto Centrale per il Catalogo Unico: DDSV065312
- SNAC: w6kw68d1
- Virtual International Authority File: 37102792
- WorldCat: E39PBJdRCx9dJX8JvTwwbKd4v3